# Luc de Clapiers de Vauvenargues

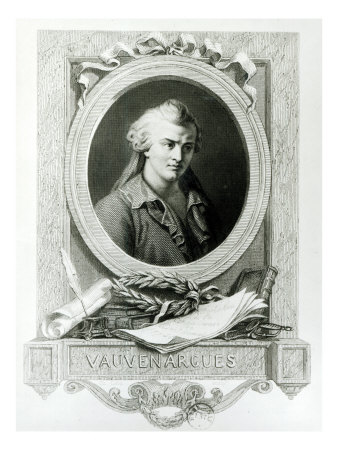
19e-eeuwse portretgravure

Luc de Clapiers, markies van Vauvenargues (Aix-en-Provence, 6 augustus 1715 – Parijs, 28 mei 1747) was een Frans schrijver. Hij had een slechte gezondheid en stierf op 31-jarige leeftijd, kort na de anonieme publicatie van zijn verzamelde essays en aforismen. Ondanks steun van zijn vriend Voltaire duurde het tot 1797 voor hij onder eigen naam publieke bekendheid verwierf en tot 1857 voor zijn aforismen populair begonnen te worden.

## Leven
Luc de Clapiers werd geboren in Aix-en-Provence in een verarmd adelsgeslacht dat het kasteel van Vauvenargues bewoonde. Door zijn zwakke gezondheid was zijn scholing minimaal; hij studeerde geen Latijn of Grieks. Ook zijn gezichtsvermogen was slecht. Het belette hem niet een grote bewondering op te vatten voor Ploutarchos, wiens Parallelle levens hij ademloos las in vertaling. In zijn jeugd raakte hij bevriend met Victor Riqueti de Mirabeau, vader van de revolutionair Mirabeau, en met de latere antiquariër Fauris de Saint-Vincens.
In het Frankrijk van die tijd lagen de opties voor een jonge edelman in het leger of in de kerk . Op de leeftijd van 17 of 18 begon Vauvenargues aan een carrière in het leger, als kadet in het regiment van de koning. Tegen 1739 had hij de rang van luitenant bereikt en later werd hij kapitein. In 1740 ontmoette hij een collega-officier, de ongeveer negen jaar jongere Paul Hippolyte Emmanuel de Seytres, voor wie hij een enorme toewijding opvatte. De twee namen in 1742 deel aan het rampzalige Beleg van Praag, waar het Franse expeditieleger in de steek werd gelaten door zijn bondgenoot Frederik II van Pruisen. Seytres stierf in de lente op zeventienjarige leeftijd. Vauvenargues bleef door hem gefascineerd doorheen de vijf jaren die hij zelf nog te leven had. In zijn filosofische werk Conseil à un jeune homme richtte hij zich tot Seytres en hij schaafde tot zijn dood aan een grafrede voor hem. Het beleg van Praag had Vauvenargues fysiek ondermijnd. In december, toen de helft van het leger zich strategisch terugtrok, bevroren zijn benen. Hoewel hij lange tijd in het ziekenhuis van Nancy verbleef, herstelde hij nooit helemaal. Hij was aanwezig bij de slag bij Dettingen en bij zijn terugkeer naar Frankrijk werd hij gelegerd in Arras, maar dan verliet hij het leger.
In april 1743 begon hij te corresponderen met de verlichtingsfilosoof Voltaire. De markies van Mirabeau moedigde hem aan een literaire carrière na te streven. Twee jaar lang deed hij verzoeken aan ministers en aan koning Lodewijk XV om in diplomatieke dienst te treden. Toen hij dankzij de tussenkomst van Voltaire uitzicht kreeg op een benoeming, kreeg hij de pokken. Ze misvormden hem, maakten hem nagenoeg blind en zadelden hem op met een chronische hoest. Voltaire vroeg hem toen om zijn ideeën over het verschil tussen Jean Racine en Pierre Corneille aan hem voor te leggen. Hun kennismaking groeide uit tot een diepe vriendschap.
Vauvenargues slaagde erin om in 1745 naar Parijs te verhuizen, waar hij leefde als een kluizenaar. Onder de weinige mensen met wie hij omging, waren Marmontel en Voltaire. Hij bleef ook corresponderen met Fauris de Saint-Vincens. In 1746 publiceerde hij – anoniem – een bundel met onder meer Introduction à la connaissance de l'esprit humain, Réflexions en Maximes. Op aandringen van Voltaire verscheen het volgende jaar een verbeterde editie. Mogelijk was hij toen al gestorven.

## Werk
Het weinig omvangrijke oeuvre van Vauvenargues heeft veel belangstelling gewekt. Een eeuw na zijn dood citeerde Schopenhauer instemmend verschillende van zijn uitspraken, zoals "Duidelijkheid is de goede trouw van filosofen" en "Niemand maakt meer fouten dan degenen die alleen overdacht te werk gaan". Hij wordt vaak vergeleken met zijn voorganger François de La Rochefoucauld. Het verschil tussen hen is dat Vauvenargues een nobel mensbeeld had en dat hij in het algemeen meer geneigd was tot de stoïcijnse dan tot de epicurische theorie. Hij is een moderne stoïcijn genoemd.

## Publicaties
- Introduction à la connaissance de l'esprit humain, 1746
- Réflexions sur divers sujets
- Conseils à un jeune homme
- Discours sur la gloire adressé à un ami
- Discours sur les plaisirs adressé au même
- Éloge de Paul-Hippolyte-Emmanuel de Seytres
- Discours sur le caractère des différents siècles
- Discours sur les mœurs du siècle
- Discours sur l’inégalité des richesses
- Éloge de Louis XV
- Traité sur le libre arbitre, 1744
- Sur le libre arbitre
- Imitation de Pascal
- Méditation sur la foi
- Réflexions critiques sur quelques poètes
- Fragments
- Essai sur quelques caractères
- Réflexions et maximes, 1746
- Réflexions et maximes posthumes
- Dialogues posthumes
- Fragments posthumes
- Critique de quelques maximes de La Rochefoucauld

## Uitgave
- Vauvenargues, Œuvres complètes & correspondance, ed. Jean-Pierre Jackson, 2008. ISBN 9782849670620

## In Nederlandse vertaling
- De menselijke geest. Een inleiding, vert. Martin de Haan, 2015. ISBN 9789460042393 (= Introduction à la connaissance de l'esprit humain) – selectie op Maximen.nl
- Oene Noordenbos, "De moralist Vauvenargues" in: Rekenschap, 1966, nr. 3, p. 131-132
- Spreuken en overdenkingen in: De levenskunst van Vauvenargues, vert. Marguérite de Rouville, 1920, p. 74-107